# Georgi Bărzakov
Georgi Bărzakov (in bulgaro Георги Бързаков?; Berkovica, 7 aprile 1944) è un ex cestista e allenatore di pallacanestro bulgaro.

## Carriera
Con la Bulgaria ha disputato due edizioni dei Campionati europei (1965, 1969).